# 切雷皮什嶺

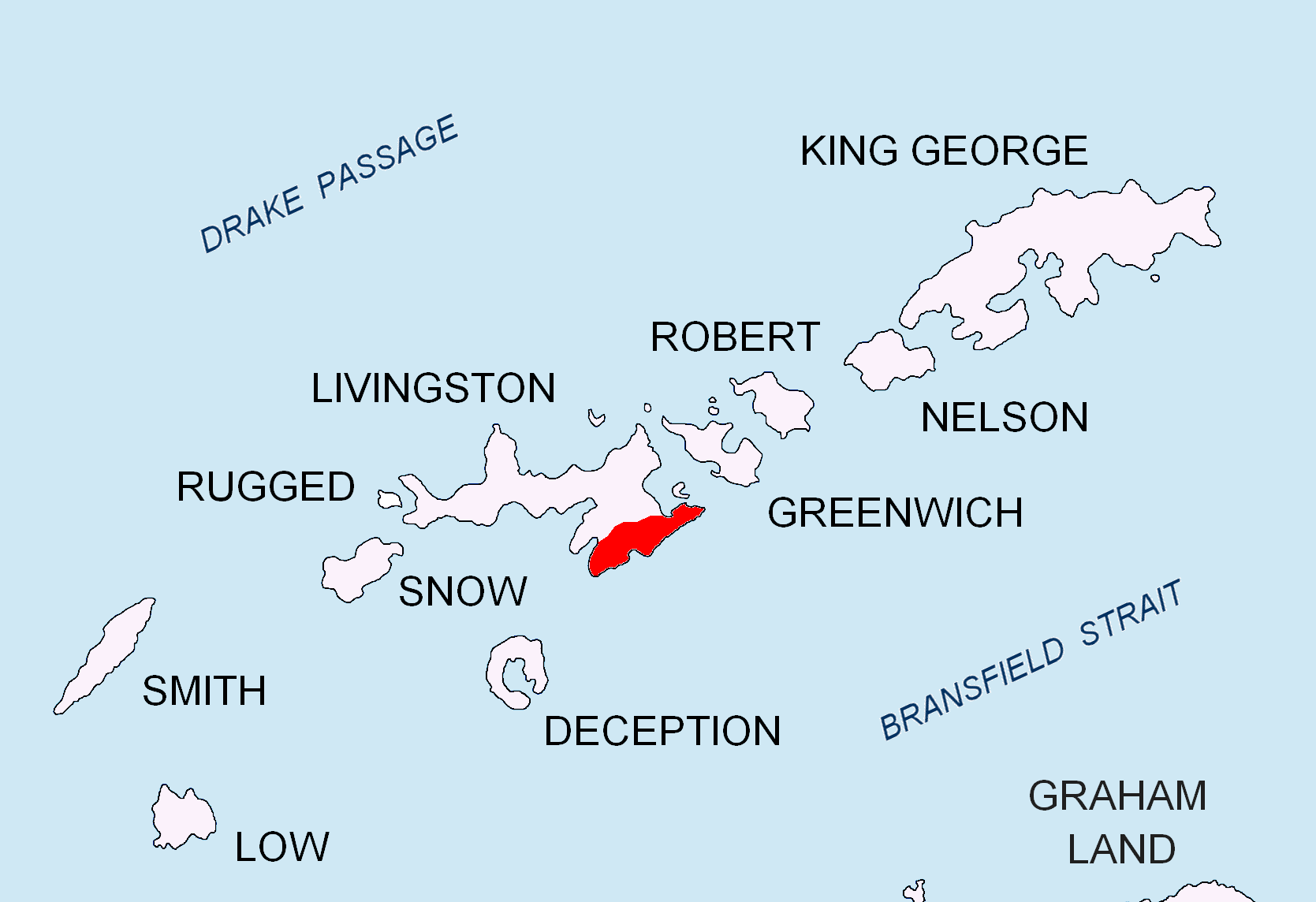

切雷皮什嶺（英語：Cherepish Ridge）是南極洲的山嶺，位於南設得蘭群島的利文斯頓島，屬於騰格里山脈的一部分，長1.1公里，海拔高度650米，處於赫爾梅特峰西北面1.85公里、庫茲馬海穹以東6.3公里和阿塔納索夫冰原島峰東南面4.89公里。

## 外部連結
- SCAR Composite Gazetteer of Antarctica（页面存档备份，存于）

62°38′24.4″S 60°02′15″W / 62.640111°S 60.03750°W